# I Won't Hold You Back
 I Won't Hold You Back  — це балада каліфорнійського гурту «Toto». Її написав та заспівав Стів Лукатер. Партії бек-вокалу виконав басист гурту Eagles Тімоті Сміт.
«I Won't Hold You Back» була видана як шостий сингл з альбому Toto IV. У середині 1983-го композиція досягла десятого місця у чарті Billboard. (На додаток, протягом трьох тижнів, вона перебувала на вершині Adult Contemporary Chart) Це останній сингл «Toto» який потрапив до аиериканського Top-10.

## Композиції
Сторона А
1. I Won't Hold You Back	4:35

Сторона Б
1. Afraid Of Love	3:52